# Карлос Насар
Карлос Насар (болг. Карлос Насар; нар. 12 травня 2004, Париж, Франція) — болгарський важкоатлет, один із наймолодших світових рекордсменів у важкій атлетиці. У 17 років побив світовий рекорд у поштовху у ваговій категорії до 81 кг (208 кг) і виграв Чемпіонат світу з важкої атлетики 2021 року у Ташкенті, ставши третім наймолодшим чемпіоном світу в історії важкої атлетики у 17 років і 214 днів.
У 18 років знову побив світовий рекорд у ваговій категорії до 89 кг (220 кг) і виграв золоту медаль у поштовху на Чемпіонаті світу з важкої атлетики 2022 року, це зробило його єдиним важкоатлетом серед чоловіків, який мав світові рекорди у двох різних категоріях.
На Чемпіонаті Європи з важкої атлетики 2023 року встановив п'ять нових світових рекордів у ваговій категорії до 89 кг за один день у двох різних категоріях.
На Олімпійських іграх 2024 року став золотим медалістом серед чоловіків у ваговій категорії до 89 кг, побивши світовий та олімпійський рекорди.

## Ранні роки
Народився в Парижі у сімʼї болгарки Полі Іванової та ліванця Хасана.

## Кар'єра

### Чемпіонат світу
У 17 років побив світовий рекорд у поштовху серед чоловіків у ваговій категорії до 81 кг з результатом 208 кг і виграв Чемпіонат світу з важкої атлетики 2021 року, одночасно встановив світовий рекорд серед юніорів і юнаків.
У 18 років побив світовий рекорд серед чоловіків до 89 кг у поштовху з результатом 220 кг, що забезпечило перемогу на Чемпіонаті світу з важкої атлетики 2022 року, який проходив у Боготі, Колумбія.

### Чемпіонат Європи
2021 року брав участь у Чемпіонаті Європи з важкої атлетики у ваговій категорії до 81 кг, вигравши срібло в ривку та в загальному заліку, а також золоту медаль у поштовху з новим рекордом Європи 206 кг. Це була напружена боротьба за медаль між Насаром й Антоніно Піццолато, у якій останній переміг з перевагою в 1 кг.
У квітні 2023 року на Чемпіонаті Європи з важкої атлетики 2023 року в Єревані (Вірменія) виграв золоту медаль у поштовху та загальною вагою та срібну медаль у ривку у ваговій категорії до 89 кілограмів, де побив п'ять світових рекордів.
За загальною вагою Насар встановив рекорд 395 кілограмів. 174 кг у ривку став новим юніорським світовим рекордом. Результат Насара в Єревані зробив його найкращим важкоатлетом чемпіонату Європи. Насар набрав 1000 балів за системою очок Робі. На другому місці Лаша Талахадзе — 883,5 бала, а на третьому — Гарік Карапетян з 847,6 бала.

## Основні результати
| Рік                                           | Місце проведення            | Вага             | Ривок (кг)       | Ривок (кг)       | Ривок (кг)       | Ривок (кг)       | Поштовх (кг)     | Поштовх (кг)     | Поштовх (кг)     | Поштовх (кг)     | Сума             | Місце            |
| Рік                                           | Місце проведення            | Вага             | 1                | 2                | 3                | Місце            | 1                | 2                | 3                | Місце            | Сума             | Місце            |
| Олімпійські ігри                              | Олімпійські ігри            | Олімпійські ігри | Олімпійські ігри | Олімпійські ігри | Олімпійські ігри | Олімпійські ігри | Олімпійські ігри | Олімпійські ігри | Олімпійські ігри | Олімпійські ігри | Олімпійські ігри | Олімпійські ігри |
| --------------------------------------------- | --------------------------- | ---------------- | ---------------- | ---------------- | ---------------- | ---------------- | ---------------- | ---------------- | ---------------- | ---------------- | ---------------- | ---------------- |
| 2024                                          | Париж, Франція              | 89 кг            | 173              | 177              | 180              | 1                | 213              | 224 WR, OR       | —                | 1                | 404 WR, OR       | 1                |
| Чемпіонат світу з важкої атлетики             |                             |                  |                  |                  |                  |                  |                  |                  |                  |                  |                  |                  |
| 2021                                          | Ташкент, Узбекистан         | 81 кг            | 163              | 166 EJR          | 169              | 2                | 200              | 205              | 208 WR           | 1                | 374 WJR          | 1                |
| 2022                                          | Богота, Колумбія            | 89 кг            | 173              | 173              | 174              | —                | 212              | 217              | 220 WR           | 1                | —                | —                |
| Чемпіонат Європи                              |                             |                  |                  |                  |                  |                  |                  |                  |                  |                  |                  |                  |
| 2021                                          | Москва, Росія               | 81 кг            | 158              | 162              | 163 EJR          | 2                | 194              | 200              | 206 ER           | 1                | 369 EJR          | 2                |
| 2022                                          | Тирана, Албанія             | 89 кг            | 171 WJR          | 175              | 176              | 3                | 203              | 211 WJR          | 217              | 2                | 382 WJR          | 2                |
| 2023                                          | Єреван, Арменія             | 89 кг            | 165              | 170              | 174 WJR          | 2                | 205              | 221 WR           | —                | 1                | 395 WR           | 1                |
| 2024                                          | Софія, Болгарія             | 89 кг            | 168              | 173              | 176 WJR          | 1                | 208              | 215              | —                | 1                | 391              | 1                |
| Світовий чемпіонат з важкої атлетики          |                             |                  |                  |                  |                  |                  |                  |                  |                  |                  |                  |                  |
| 2024                                          | Пхукет, Тайланд             | 89 кг            | 170              | 176              | 181 WJR          | 2                | 215              | 224              | 224              | 1                | 396 WJR          | 1                |
| Гран-прі з важкої атлетики                    |                             |                  |                  |                  |                  |                  |                  |                  |                  |                  |                  |                  |
| 2023                                          | Доха, Катар                 | 89 кг            | 165              | 170              | 175              | 6                | 205              | 211              | 223 WR           | 1                | 393              | 1                |
| Молодіжний чемпіонат з важкої атлетики        |                             |                  |                  |                  |                  |                  |                  |                  |                  |                  |                  |                  |
| 2019                                          | Лас-Вегас, США              | 73 кг            | 123              | 127              | 130              | 2                | 154              | 154              | 161              | 1                | 291              | 1                |
| Молодіжний онлайн-чемпіонат                   |                             |                  |                  |                  |                  |                  |                  |                  |                  |                  |                  |                  |
| 2020                                          | Ліма, Перу                  | 81 кг            | 150              | 150              | 155              | 1                | 180              | 190              | —                | 1                | 345              | 1                |
| Молодіжний чемпіонат Європи з важкої атлетики |                             |                  |                  |                  |                  |                  |                  |                  |                  |                  |                  |                  |
| 2018                                          | Сан-Донато-Міланезе, Італія | 69 кг            | 105              | 109              | 113              | 1                | 130              | 140              | 147              | 1                | 260              | 1                |
| 2019                                          | Ейлат, Ізраїль              | 81 кг            | 125              | 133              | 140              | 1                | 150              | 160              | 170              | 1                | 300              | 1                |